# Partido de Luján
Partido de Luján är en kommun i Argentina.   Den ligger i provinsen Buenos Aires, i den centrala delen av landet, 70 km väster om huvudstaden Buenos Aires. Antalet invånare är 93 992.
Trakten runt Partido de Luján består till största delen av jordbruksmark. Runt Partido de Luján är det ganska tätbefolkat, med 144 invånare per kvadratkilometer.